# Sophien-Gymnasium (Weimar)

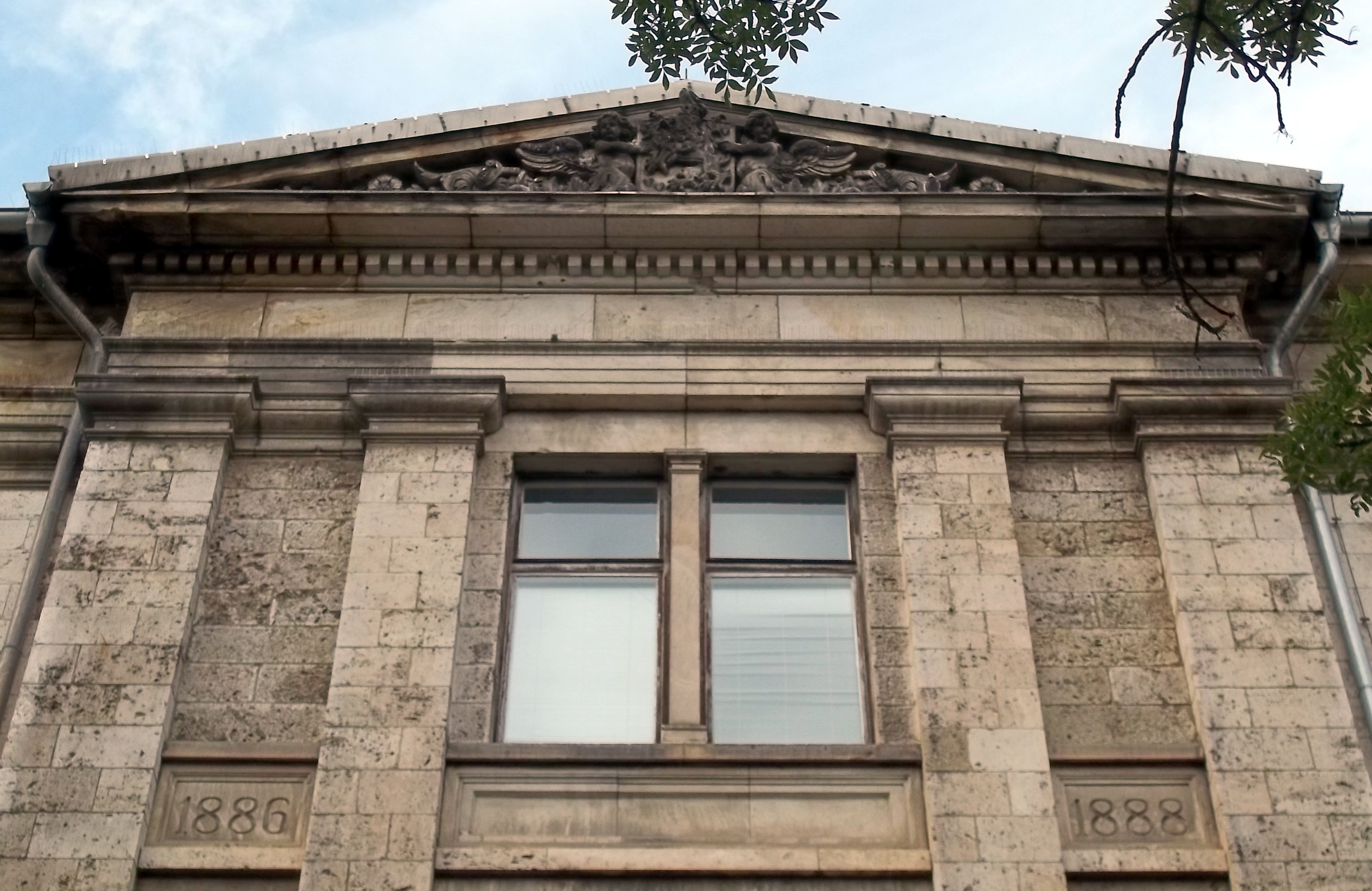
Dachkrone der Portalseite des früheren Sophien-Gymnasiums mit den Jahreszahlen der Grundsteinlegung (1886) und der Einweihung (1888)

Das Sophien-Gymnasium in Weimar war ein staatliches Gymnasium in Thüringen, das eigenständig seit 1991 bestand. 2006 wurde es mit dem Hoffmann-von-Fallersleben-Gymnasium fusioniert – aus dieser Fusion ist das Humboldt-Gymnasium Weimar hervorgegangen.
Mit Beginn des Schuljahres 2021–2022 ist seit September 2021 die Parkschule Weimar, eine zweizügige staatliche Regelschule, im historischen, komplett sanierten Schulgebäude untergebracht.

## Bauwerk
Es wurde 1886–1888 als Bürgerschule (ehemaliges Sophiengymnasium) unter Leitung von Weimars Stadtbaumeister Reinhardt Ferdinand Albert Has (1850–1940) im Stil der Neorenaissance mit 24 Klassenzimmern erbaut.
Das massive, viergeschossige (mit Kellergeschoss), vollständig unterkellerte Gebäude besteht im Außenmauerwerk aus Tuffstein mit Sandstein-Gesimsen. Seine Südost-Ecke wurde 1945 von einer Luftmine zerstört und 1949–1950 originalgetreu wiederaufgebaut.
Das Schulgebäude hat eine Nutzfläche (NF) von 2.543 m2 und eine Brutto-Grundfläche von 5.182 m2.
Es steht mit der Bezeichnung „Sophiengymnasium“ als Einzeldenkmal in der Denkmalliste der Stadt Weimar.

## Gegenwart
Ab Januar 2019 wurde das leerstehende Schulgebäude für geplant 7,6 Millionen Euro umfassend saniert, es sollte ab Herbst 2020 als zweizügige Regelschule mit dem Namen „Park-Regelschule“ genutzt werden. Zwischenzeitlich war nach Angaben der Stadt Weimar die Nutzung ab Februar 2021 geplant. Die Kosten betrugen nun 9,3 Millionen Euro, davon erhielt die Stadt Förderzuschüsse aus Bundes- und Landesmitteln in Höhe von 5,0 Millionen Euro über das Thüringer Landesamt für Bau und Verkehr als Festbetragsfinanzierung. Seit September 2021 dient das Gebäude wieder als Schule.

## Geschichte
Den Namen trug das Gymnasium zu Ehren der Großherzogin Sophie – deren wohl historisch bedeutendste Tat ist die Gründung des Goethe- und Schiller-Archivs in Weimar.
Die Tradition der Schule reicht zurück bis 1888, wobei sie verschiedene Namen trug:
- ab 1888: Bürgerschule
- ab 1902: Sophienschule zu Ehren der 1897 verstorbenen Sophie von Oranien-Nassau
- ab 1945: Karl-Marx-Schule
- ab 1961: Karl-Marx-Oberschule I (die römische Zahl I diente zur Unterscheidung von der damaligen Karl-Marx-Oberschule II[10] – dem früheren Realgymnasium – auf der anderen Straßenseite) und
- ab 1990 wieder: Sophienschule bzw. Sophiengymnasium
- ab 2006: Staatliche Berufsbildende Schule für Wirtschaft, Verwaltung und Ernährung „Friedrich Justin Bertuch“ Weimar (bis 2017)
- ab 2021: Parkschule Weimar

### 1888–1902
Vor 1886 wurden in Weimar die Kinder, deren Eltern das Schulgeld nicht bezahlen konnten, auf die II. Bürgerschule hinter der Herderkirche, die sogenannte „Armenschule“, geschickt. Die Schülerzahl stieg – deshalb wurde 1886 am südlichen Ende der Sophienstraße gegenüber dem Realgymnasium mit dem Bau einer neuen Schule begonnen. Am 2. Oktober 1888 fand die Einweihung statt. Damit wurde das architektonische Triangel Sophienschule–Realgymnasium–Museum vollendet.
Die Schule war zu jener Zeit die modernste der Stadt. Das trapezförmige Schulgebäude hatte 24 Klassenzimmer, Kellerräume, Brausebäder, einen kleinen Innenhof und Korridore zur Innenhofseite. Die Klassenräume waren dank großer Fenster ausreichend mit Tageslicht versorgt. Die Brausebäder im Keller boten Waschgelegenheiten für Kinder aus armen Elternhäusern. Sonntags wurde im Festsaal (also der Aula) Gottesdienst gehalten. Die Schülerzahl wuchs weiter, so dass ein Neubau notwendig wurde. Auf der Ochsenwiese erbaute man die Luisenschule (die spätere Käthe-Kollwitz-Schule). Diese wurde 1902 als reine Mädchenschule bezogen.

### 1902–1945
Die Schule wurde 1902 nach der Großherzogin Sophie benannt. Die Sophienschule war von 1902 bis 1939 eine reine Jungenschule mit ausschließlich männlichen Lehrkräften.
In den letzten Tagen des Jahres 1939 wurde die Sophienschule als Kaserne eingerichtet. Im Zweiten Weltkrieg wurden alle Lehrer eingezogen, und die Schule wurde zeitweilig geschlossen. Die Sophienschule wurde später als Lazarett eingerichtet. Zum Kriegsende 1945 war der Ostflügel schwer beschädigt und nicht mehr zu nutzen.

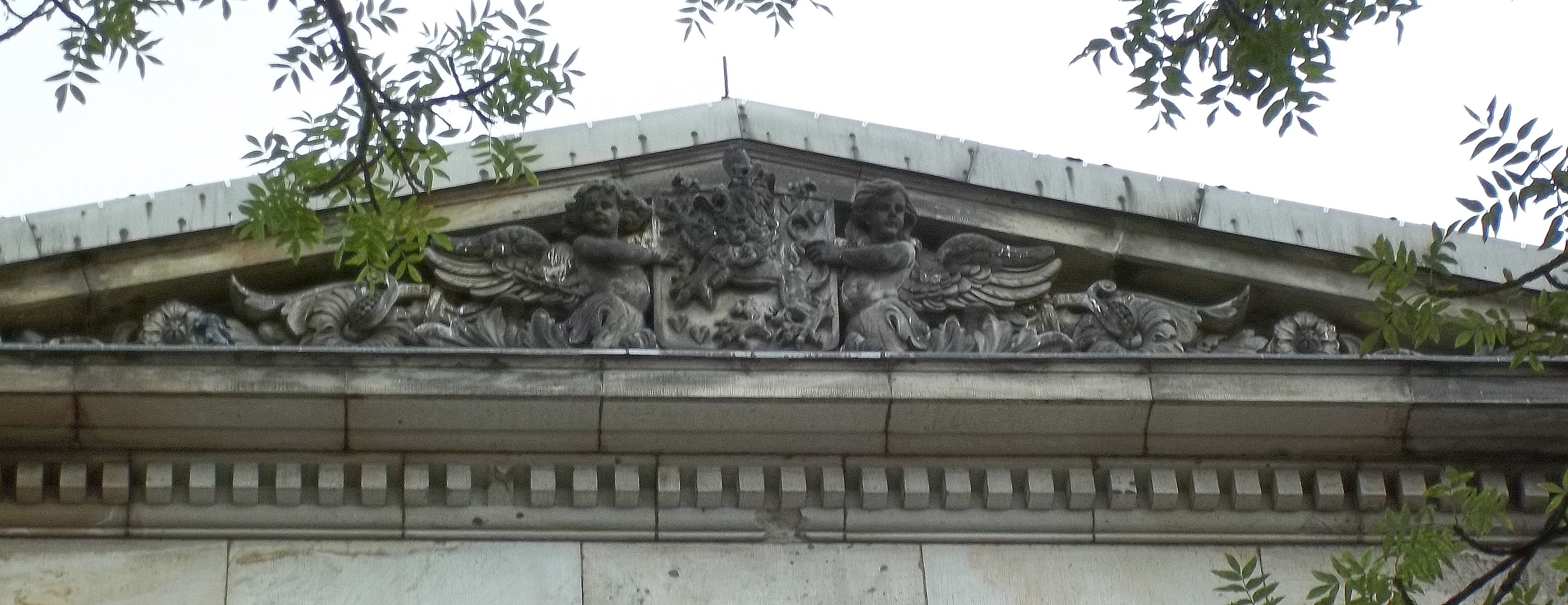
Dachgiebel der 1888 eingeweihten Schule in Weimar, ab 1902 Sophienschule

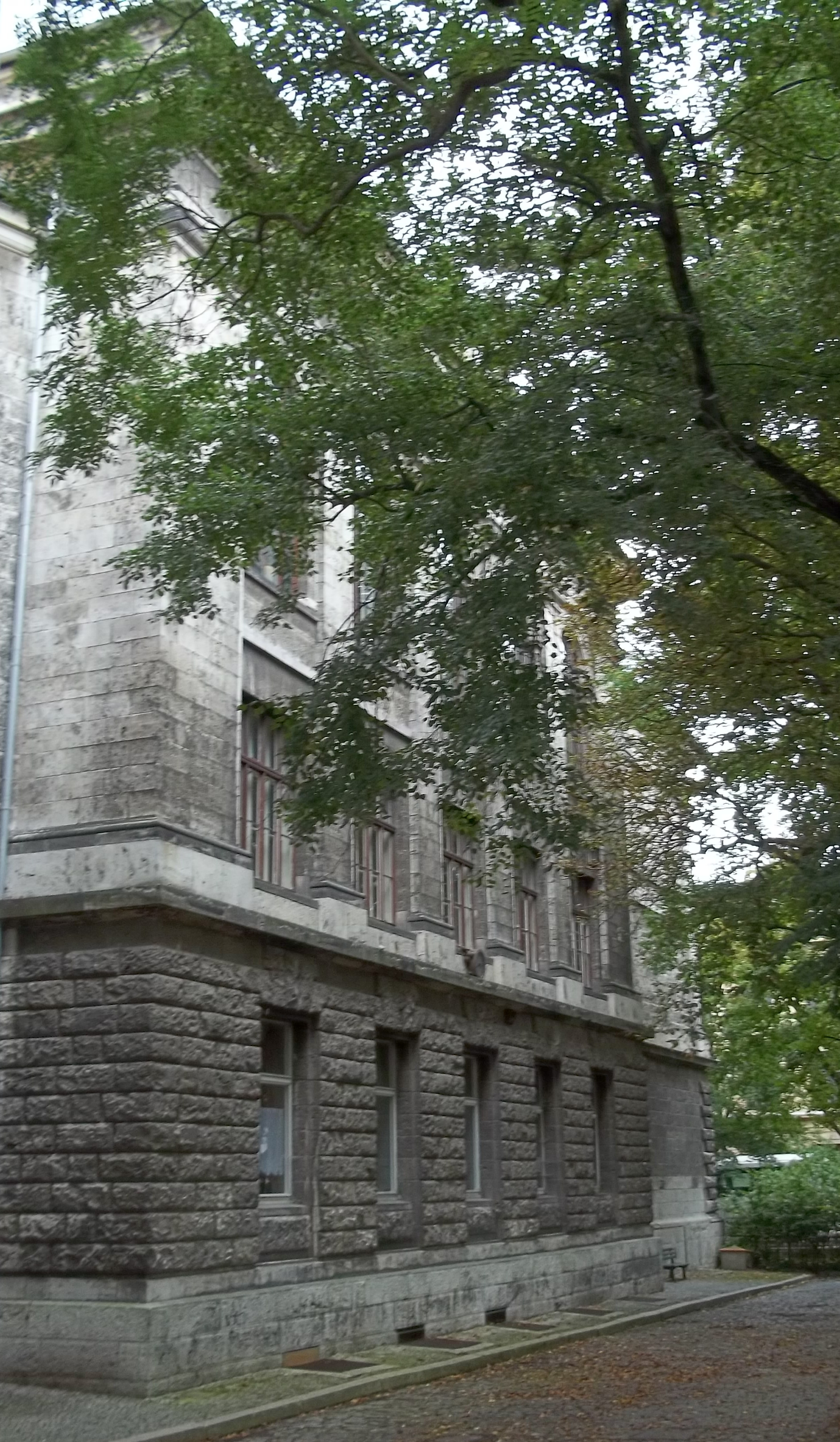
Das einstige Sophien-Gymnasium Weimar, Blick zum Schulgebäude und Schulhof aus Richtung Schultor an der Brennerstraße

### 1945–1990
Nach Ende des Kriegs bis Mitte der 1950er Jahre wurde das Gebäude wieder aufgebaut – die Schule erhielt den Namen Karl-Marx-Schule (später: Karl-Marx-Oberschule I). Diese hatte die erste Schulbühne Weimars, die von Richard Elsner gegründet und von Paul Hemmann weitergeführt wurde.
Ende der 1950er Jahre besuchten etwa 800 Schüler diese Schule. Es wurde erweiterter Russisch-Unterricht ab Klasse 3 angeboten, so dass Schüler dieser Spezialklassen mit Abschluss der 10. Klasse das Abitur in Russisch ablegten. Von 1961 bis 1987 leitete Karl-Heinz Thauer als Direktor diese Schule.
1990 wechselte die Schulleitung, und nach Abstimmung unter Lehrern und Schülern erhielt die bisherige Karl-Marx-Oberschule I wieder ihren früheren Namen Sophienschule.

### 1991–2006
Mit dem Schulentwicklungsplan der Stadt Weimar wurde die Sophienschule 1991 freistaatliches Sophiengymnasium. Da sich nach anfänglicher Spezialisierung auf sprachlichem Gebiet die Tendenz abzeichnete, ein reines Mädchengymnasium zu werden, wurden auch naturwissenschaftliche Klassen eingerichtet.
1999 besuchten rund 520 Schüler das Gymnasium; sie wurden von 42 Lehrern unterrichtet. Zu dieser Zeit bot das Sophien-Gymnasium als einziges in Thüringen blinden und sehbehinderten Schülern die Möglichkeit, einen integrativen Unterricht mit dem Ziel der Hochschulreife zu besuchen. Das Sophiengymnasium war am Thüringer Projekt zur Schulentwicklung beteiligt und beschritt damit neue Wege der Wissensvermittlung. Schulleiter war von 1992 bis 2006 Dietrich Lindauer. Die einstigen beiden Schüler Karl-Heinz Thauer und Dietrich Lindauer (1940–2025)) wurden später Schulleiter dieser Schule.

### 2006–2017
Ab 14. August 2006 gehörte das Schulhaus – als eines von mehreren – zur berufsbildenden Schule mit dem Namen Staatliche Berufsbildende Schule für Wirtschaft, Verwaltung und Ernährung „Friedrich Justin Bertuch“ Weimar. Im Sommer 2017 zog die Institution aus dem Gebäude aus.